# Iouri Chatalov
Pour les articles homonymes, voir Chatalov.
Temple de la renommée russe : 1974
Iouri Grigorievitch Chatalov - en russe Юрий Григорьевич Шаталов et en anglais Yuri Shatalov - (né le 13 juin 1945 à Omsk en URSS et mort le 20 mars 2018 à Moscou) est un joueur professionnel soviétique puis russe de hockey sur glace.

## Carrière

### Carrière en club
Iouri Chatalov commence sa carrière professionnelle en 1967 dans le championnat d'URSS avec le HK CSKA Moscou et remporte le titre en 1968. Deux ans plus tard, il rejoint les Krylia Sovetov. L'équipe remporte le championnat d'URSS 1974. En 1979, il intègre l'effectif de l'Ijstal Ijevsk. En 1982, il met un terme à sa carrière après deux saisons au Torpedo Togliatti. Il termine avec un bilan de 441 matchs et 32 buts en élite russe.

### Carrière internationale
Iouri Chatalov a représenté l'URSS à 29 reprises (3 buts) sur une période de quatre ans entre 1968 et 1974. Il a participé aux championnats du monde 1974 conclu par une médaille d'or.

## Vie privée
À la fin de sa carrière, Chatalov a travaillé en tant qu’entraîneur au stade Avangard (en russe «Авангард») de Moscou, Il a aussi travaillé dans une banque et faisait du business. Iouri Chatalov a régulièrement joué pour l'équipe Légendes de Hockey de l'URSS (en russe «Легенды хоккея СССР»). Il s'est marié deux fois et il a deux filles de chaque mariage. Il vivait à Moscou ces dernières années.

## Statistiques
Pour les significations des abréviations, voir Statistiques du hockey sur glace.

### En équipe nationale
| Année | Équipe | Compétition |   | PJ | B | A | Pts | Pun           |  | Résultats |
| 1974  | URSS   | CM          | 8 | 1  | 4 | 5 | 4   | Médaille d'or |  |           |

## Accomplissements sportifs
- Champion de l'URSS 1968, 1974, deuxième prix des championnats de l'URSS 1969 et 1975, troisième prix des 1973 et 1978[3].
- Vainqueur de l'URSS Cup 1968, 1969 et 1974[3].
- Vainqueur de la Coupe d'Europe 1975[3].
- Champion du monde et d’Europe 1974 (8 matchs, 1 rondelle)[3].
- Membre de la Super Série URSS-Canada 1974[3].